# Riza Abbászi

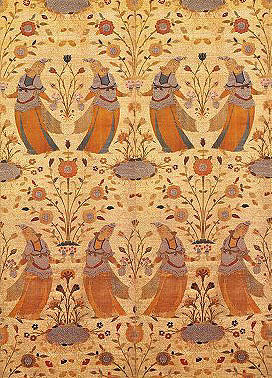
Selyem-minta Riza Abbászi által, korai 17. század

Riza Abbászi avagy Reza Abbászi (Mashad?, kb. 1565 – Iszfahán, 1635) perzsa miniatúraművész, festő és kalligráfus, a 16–17. századi iszlám filozófiai iskola (iszfaháni iskola) híve.

## Életpályája
Születési helye Kásán vagy Mashad, ez utóbbi helységben atyja miniatűr művész volt. Riza Abbászi atyja műhelyében tanulta meg a miniatúrafestést. Ibrahim Mirza (1540–1577) herceg, a perzsa miniatűr-művészet mecénásának meggyilkolása után az eredeti miniatűr-festészet hanyatlásnak indult. Az újabb könyveket kevesebb miniatűrrel díszítették vagy a régi kötetek miniatúráit használták fel újra. Erősen megcsappant a művészek száma. 1601-ből való Riza Abbászi első ismert rajza, mely a Boszporusznál épült Topkapi palotát ábrázolja, feltételezhető, hogy atyja műhelyében készült, s lehet hogy maga az alkotás is az atyáé. Ma az Orosz Múzeumban őrzik Szentpétervárott. Huszrau király és Sírín hercegnő romantikus szerelmi történetéhez készített 19 miniatűr már teljes bizonyossággal Riza Abbászi alkotása (1631–1632).
Magángyűjtők számára albumokat készített, ez már a 15. századtól divatban volt. Legtöbbször magát a megrendelőt festette le, nagy szerepet kapott a portré-festésben a ruha anyagának, szabásának, mintázatának ábrázolása, s a figura mozdulata, kecsessége, tekintélye, méltósága, cselekvése (olvasás, kupa odanyújtása valakinek stb.) Festői korszakának korai szakaszában gazdagabb színvilággal dolgozott, későbbi műveiben kevesebb színt használt. A háttér leggyakrabban a perzsa kultúrában hagyományos növényi és kalligrafikus díszítést tartalmazza. Madarakat is rajzolt.
1510-től hivatalt vállalt a bíróságon, mert nem lehetett a miniatűr-festészetből megélni, de a festést nem hagyta abba. Egyik kutatója, Sheila Canby 1996-os monográfiájában 128 miniatúrát és rajzot tulajdonít biztosan Riza alkotásának, s még felsorol 106-ot, amelyek bizonytalanok, azokból már talán csak 21 tulajdonítható Riza művének. (Nem könnyű megállapítani, hiszen a festők ebben az időben nem gyakran szignálták műveiket, s számos diák vagy követő utánozta mestereit). 
Riza munkái megtalálhatók Teheránban a Riza Abbászi Múzeumban és a könyvtárban, a Topkapi palotában Isztambulban. S számos nyugati múzeumban, például a Smithsonian Freer Gallery of Art Riza és diákjai miniatúráinak rajzaiból őriz egy albumot. A British Museum, a Louvre és a Metropolitan Művészeti Múzeum is őriz tőle miniatúrákat.

## Galéria

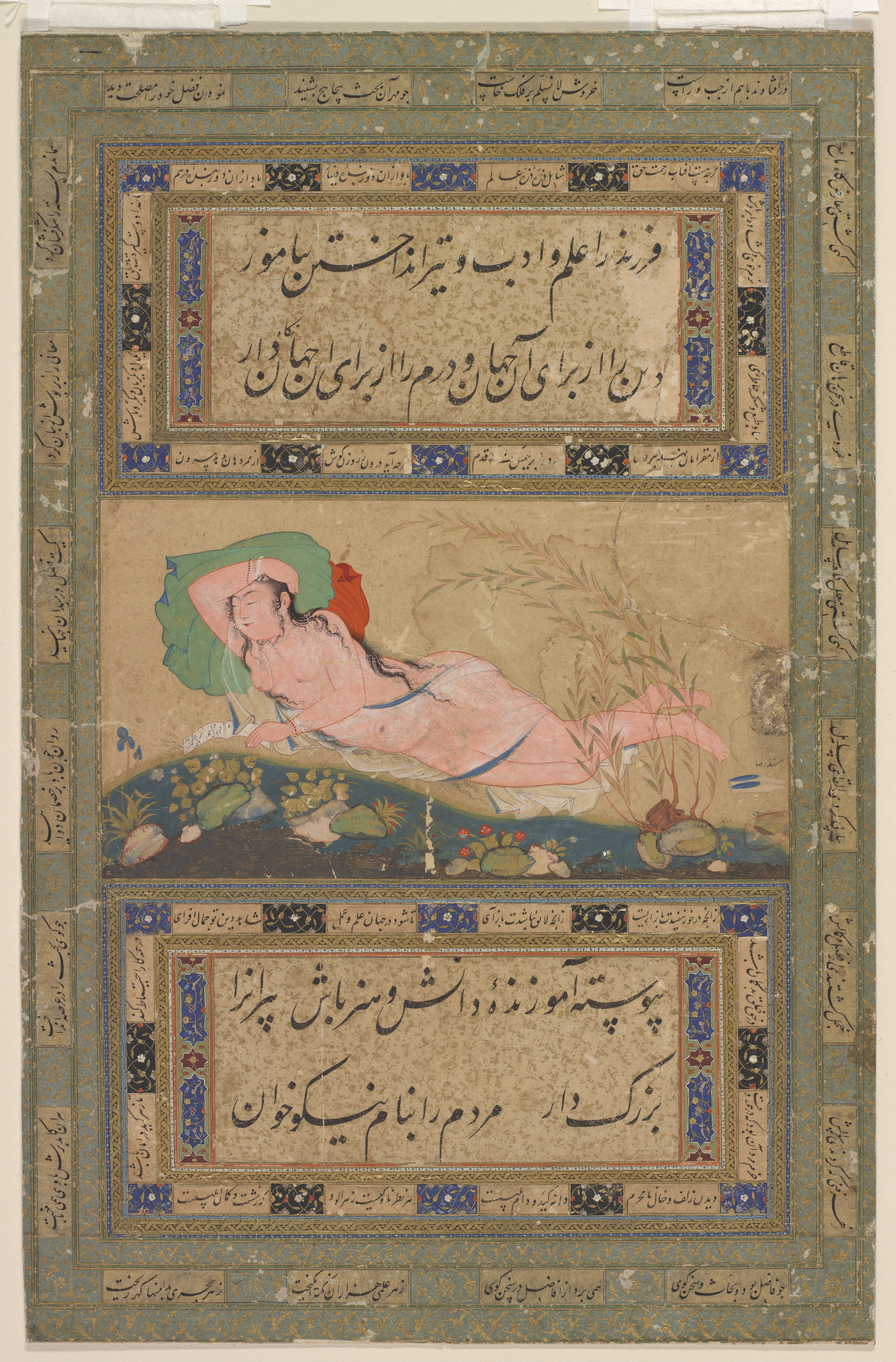
Fekvő akt (1590 körül)
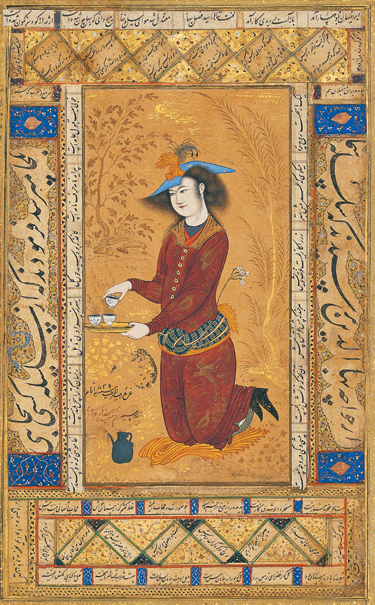
Saki felszolgálása (1609)
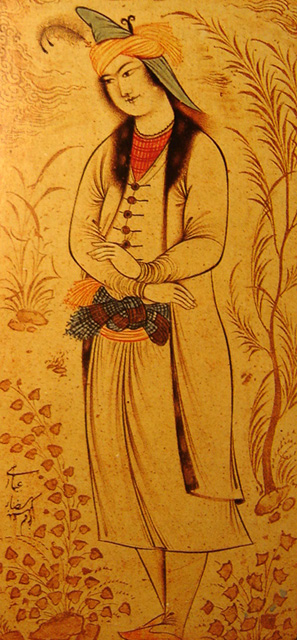
Muhammad-Beik herceg (1620 körül)
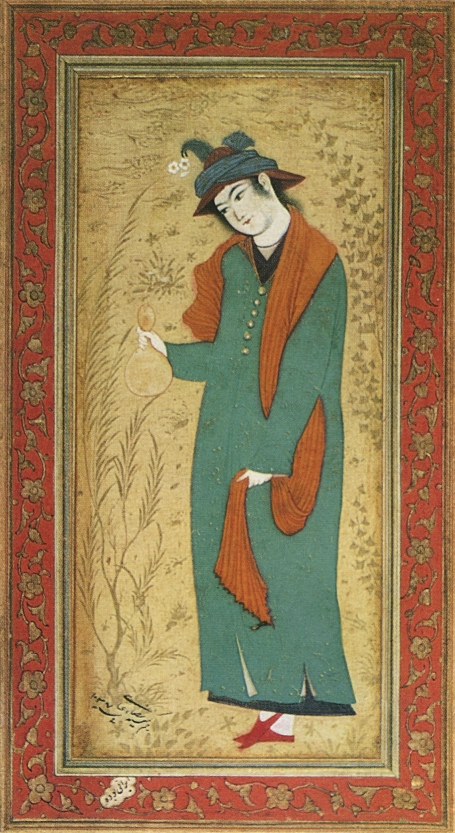
Edény bemutatása
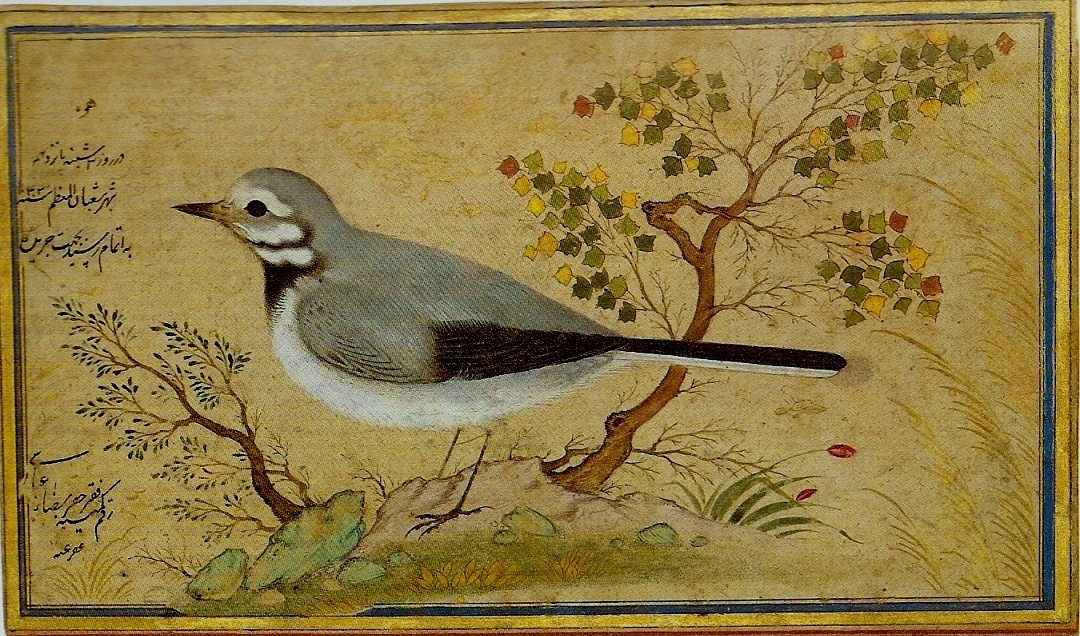
Madár (1634)

## Fordítás
- Ez a szócikk részben vagy egészben a Reza Abbasi című angol Wikipédia-szócikk ezen változatának fordításán alapul.  Az eredeti cikk szerkesztőit annak laptörténete sorolja fel. Ez a jelzés csupán a megfogalmazás eredetét és a szerzői jogokat jelzi, nem szolgál a cikkben szereplő információk forrásmegjelöléseként.